# Organopoda fulvistriga
Organopoda fulvistriga är en fjärilsart som beskrevs av Max Joseph Bastelberger 1909. Organopoda fulvistriga ingår i släktet Organopoda och familjen mätare. Inga underarter finns listade i Catalogue of Life.